# Bosiljka Schedlich
 Bosiljka Schedlich (* 4. Dezember 1948 in Split) ist eine kroatisch-deutsche Menschenrechtsaktivistin.

## Leben
Bosiljka Schedlich wuchs im früheren Jugoslawien als Tochter eines Tito-Partisanen in einem dalmatinischen Bergdorf und einem Industrieort an der Adria auf. Nach dem Abitur ging sie 1968 nach Berlin, wo sie ursprünglich nur für ein Jahr bleiben wollte, um das Geld für ein Studium in Jugoslawien zu verdienen. Zunächst arbeitete sie bei Telefunken in der Qualitätsprüfung von Plattenspieler-Nadeln. Nach einem halben Jahr verließ sie die Fabrik, um als Dolmetscherin in einem Wohnheim und später auch jahrelang beim Arbeitsgericht zu arbeiten. Sie blieb in Berlin, wo sie einen Studienplatz für Germanistik bekam und auch ihren deutschen Mann kennenlernte, mit dem sie später zwei Kinder bekam.
Klara Schedlich, die 2021 als jüngste Abgeordnete in das Berliner Abgeordnetenhaus einzog, ist ihre Enkelin.

## Wirken
In den 80er Jahren richtete sie zwei Beratungsstellen für jugoslawische Frauen ein. Als während der Jugoslawienkriege ab 1991 Zehntausende Flüchtlinge nach Berlin kamen, gründete Schedlich den Verein „Südost Europa Kultur e.V.“, dessen Geschäftsführerin sie bis 2014 war. Mehr als 30.000 oft traumatisierte Flüchtlinge aus den Kriegsgebieten fanden Unterstützung und Hilfe bei dem Verein, der anders als andere neu entstandene Vereine Menschen unabhängig von ihrer Nationalität offenstand. Zu den Hilfsangeboten gehören Gruppentherapie, Sozialberatung, Sprachkurse, Ausbildungsprogramme für Jugendliche und Kunstgruppen für Kinder, sowie Patenschaften für Rückkehrer in ihre frühere Heimat. Später kamen auch Projekte hinzu, die in den früheren Kriegsgebieten durchgeführt wurden, wie Schulen für Romakinder oder Erzählcafés in Bosnien.
Der Verein wurde 2000 mit der Louise-Schroeder-Medaille für Verdienste um Demokratie, Frieden, soziale  Gerechtigkeit und Gleichstellung von Frauen und Männern ausgezeichnet.
Um die Arbeit von „Südost Europa Kultur e.V.“ auf eine stabilere und finanziell solidere Basis zu stellen und Menschen aus anderen Krisengebieten helfen zu können, rief sie 2007 gemeinsam mit Bischof Wolfgang Huber die Stiftung „Überbrücken“ ins Leben.

## Auszeichnungen
- 1996: Moses-Mendelssohn-Preis des Landes Berlin zur Förderung der Toleranz gegenüber  Andersdenkende und zwischen den Völkern, Rassen und Religionen
- 2000: Bundesverdienstkreuz am Bande
- 2005  Gemeinsam mit „1000 Frauen für den Frieden“ nominiert für den Friedensnobelpreis[10]
- 2014: Torgauer Katharina-von-Bora-Preis und Auszeichnung mit dem Titel Katharina-Botschafterin[11]
- Ehrenmitglied des Frauennetzwerks für Frieden[6]